# Villa Crosa Diana
Villa Crosa Diana è una villa patrizia genovese situata nel quartiere di Genova Sampierdarena.

## Storia
Venne fatta erigere tra il XVI e il XVII secolo dalla famiglia Crosa, originaria del quartiere di Murta, che aveva fatto fortuna col commercio di tessuti e seta. Nel Seicento la famiglia, grazie anche l'abilità di Pietro Crosa, era riuscita ad accumulare un ingente patrimonio che le permise l'edificazione di diverse strutture e l'ingresso nell'élite genovese, tra cui il titolo di magnifico, nonostante gli umili natali. Nel 1727, grazie a sostanziosi versamenti nelle casse della Repubblica di Genova, ottennero il privilegio d'essere iscritti al Libro d'Oro.
Con l'epoca napoleonica, il sequestro di molti beni della famiglia e le interruzioni di molti commerci con la Francia, la famiglia attraversò un periodo di difficoltà. Durante il XIX secolo la villa, ancora di proprietà dei Crosa, subì una notevole riduzione del proprio parco a causa della realizzazione della ferrovia Genova-Ventimiglia e l'apertura dell'attuale via Buranello.
Nel 1900 l'edificio passò di proprietà a Dario Diana Massardo la cui famiglia era proprietaria degli Stabilimenti conservieri Massardo Diana che eproducevano alimenti in scatola. Lo stesso spazio che rimaneva del giardino originale venne convertito la costruzione di un edificio moderno atto all'inscatolamento di carne e pesce che rimase aperto fino al 1971.
Sampierdarena perse la sua identità di comune indipendente nel 1926 a causa dell'accorpamento nella Grande Genova. In quel periodo era sindaco di Sampierdarena Manlio Diana, esponente della famiglia proprietaria, il quale abitava l'edificio, parzialmente utilizzato come deposito per lo scatolame.
Nel 1933 la Soprintendenza dei Beni culturali mise l'edificio sotto tutela per salvarlo da abusi edilizi e destinazioni inadeguate, ma il progressivo abbandono d'uso comportò anche un decadimento architettonico che venne arginato solo nel 1999 quando i Crosa ricomprarono la villa, iniziando i lavori di restauro nel 2002.
Oggi una parte della villa è suddivisa in appartamenti, ma in occasione delle giornate dei Rolli o del FAI sono visitabili l’atrio, lo scalone e le stanze affrescate del primo piano che non hanno ancora avuto una loro destinazione. 
La villa è stata aperta al pubblico per visite guidate nell'ambito dell'iniziativa Le giornate dei FAI di primavera (edizione 2014).

## Architettura
Non si hanno notizie né dell'architetto che si occupò dell'edificazione della villa né della data di costruzione. La caratteristica architettura post-alessiana la classifica di epoca seicentesca. L'edificio, come dimostrato nelle carte del Settecento, era costituito da un corpo rettangolare con un grande loggiato, raccordato posteriormente a due corpi laterali i cui tetti formavano delle terrazze su cui si affacciava il piano nobile della villa. La sequenza era quella di un pian terreno con ingresso sormontato da una nicchia barocca e grandi finestre con inferriate; al piano nobile si aprivano le tre grandi arcate della loggia, si susseguono poi ammezzato e sottotetto. Benché ancora riconoscibile l'alone della loggia, oggi questa è stata completamente integrata nella struttura rettangolare, rendendola parte del blocco centrale, mentre le arcate, appena più sporgente, sono state trasformate in grandi finestre. La facciata esterna è stata completamente ri-affrescata durante il restauro del 2002.
All'interno la disposizione è molto scenografica e costituita da un ingresso e un vestibolo siti in corrispondenza del portico della loggia del piano superiore. Il collegamento tra i due piani avviene con uno scalone a due rampe divergenti che conduce alla loggia, da cui si può poi raggiungere il grande salone, largo come l'intero edificio, affacciato sul lato settentrionale.